# Kaspar Röist
Kaspar Röist (Zurigo, 13 luglio 1478 – Roma, 6 maggio 1527) è stato un militare svizzero, comandante della Guardia Svizzera.

## Biografia
Figlio del colonnello della guardia svizzera pontificia Markus Röist, Kaspar Röist era entrato nella compagnia sotto il comando del padre come soldato semplice e successivamente aveva fatto carriera come vicecomandante del corpo durante l'assenza del padre, impegnato da incarichi diplomatici in Svizzera. Dopo la morte del padre nel 1524, egli assunse il comando della compagnia.
Politicamente, gli anni di reggenza di Kaspar Röist furono tra i più duri, in particolare per le tensioni diplomatiche tra la Santa Sede e il Sacro Romano Impero che sfociarono nel 1527 nel terribile Sacco di Roma guidato dai lanzichenecchi al soldo dell'imperatore Carlo V che era intenzionato a ribadire il primato dell'Impero sulla Chiesa.
Durante l'assalto a Roma, Kaspar Röist si era asserragliato a capo delle 189 reclute nel Cimitero Germanico, attorno all'obelisco centrale presente nel camposanto cercando di resistere disperatamente ma inutilmente, coprendo la fuga del papa Clemente VII verso Castel Sant'Angelo. Röist venne ferito durante questo scontro e successivamente cercò rifugio nella propria casa, ma venne seguito dai lanzichenecchi, che lo uccisero sotto gli occhi della moglie, Elisabeth Klingler.